# Stade Hassan-II (Fès)
Le stade Hassan-II (en arabe : ملعب الحسن الثاني) est situé dans le centre-ville de Fès.
Il possède aujourd'hui une capacité de 10 000 places. Le stade est équipé de gazon artificiel. Il accueille le club local de la ville: le Wydad de Fès.